# Solomon Hawala
Dumeni Solomon „Jesus“ Hawala (* 19. August 1935 in Efidilomulunga, Südwestafrika; † 11. August 2025 in Ohakweenyanga), fälschlicherweise auch häufiger Huwala geschrieben, war ein namibischer Generalmajor (Generalleutnant). Er war von November 2000 bis Oktober 2006 als Chief of the Defence Force höchster Amtsinhaber der Namibian Defence Force.
Nach Unabhängigkeit Namibias 1990 wurde Hawala Kommandeur der Namibian Army und zehn Jahre später Kommandeur der Namibian Defence Force (NDF). 2004 erhielt Hawala die Auszeichnung zum Grand Commander of the Order of Namibian Eagle, 1. Klasse.

## Menschenrechtsverletzungen
Hawala gilt als sogenannter „Schlächter von Lubango“ als federführend für die – nicht abschließend bewiesenen – Gräueltaten der SWAPO bzw. ihres militärischen Flügels, der People’s Liberation Army of Namibia (PLAN), während des namibischen Befreiungskampfes in Lubango in Angola. 
Er soll die massenhafte Folter und Ermordung von angeblichen Spionen angeordnet haben.
2008 wurde aus diesem Grund von der namibischen Menschenrechtsorganisation NAMRIGHTS ein Verfahren gegen Hawala, Sam Nujoma, Erkki Nghimtina und Thomas Shuuya wegen Menschenrechtsverletzungen vor dem Internationalen Strafgerichtshof angestrebt. Dieser lehnte ab, da er für Taten vor dem Jahr 2002 nicht zuständig sei.

## Privates
Hawala starb im August 2025 nach langer schwerer Krankheit im Alter von 89 Jahren im Norden Namibias. Sein Tod sorgte für erneute Diskussionen rund um sein historisches Handeln. Staatspräsidentin Netumbo Nandi-Ndaitwah erhob Hawala in den Heldenstatus und ordnete, trotz weniger Wochen altem Moratorium, ein Staatsbegräbnis an.